# Acacia gentlei
Acacia gentlei é uma espécie de leguminosa do gênero Acacia, pertencente à família Fabaceae.